# Jean Gruault
Pour les articles homonymes, voir Gruault.
Jean Gruault, né le 3 août 1924 à Fontenay-sous-Bois et mort le 8 juin 2015 dans le 20e arrondissement de Paris,,, est un scénariste, dramaturge et producteur français. Proche des cinéastes fondateurs de la Nouvelle Vague, il a collaboré en tant que scénariste avec plusieurs d'entre eux.

## Biographie
Cinéphile, Jean Gruault rencontre, dans un ciné-club, plusieurs membres de la future Nouvelle Vague : Jacques Rivette, Éric Rohmer, Claude Chabrol et surtout François Truffaut. Légèrement plus âgé qu'eux, il les fréquente régulièrement mais ne les rejoint pas dans leur activité journalistique pour les Cahiers du cinéma. Il préfère se consacrer à la comédie et jouer dans plusieurs pièces de théâtre.
Sur les conseils de François Truffaut, Jean Gruault est engagé dans les années 50 comme assistant de Rossellini qui le fait également travailler sur un projet de scénario avec son ami Jacques Rivette. Finalement, Rivette et Gruault coécrivent ensemble le scénario de l'un des premiers films de la Nouvelle Vague Paris nous appartient. Gruault est également régisseur adjoint sur le tournage mais doit abandonner son poste en raison d'un rôle sur une pièce de théâtre en tournée. À son retour à Paris, François Truffaut lui propose d'écrire avec lui Jules et Jim, adaptation d'un ouvrage d'Henri-Pierre Roché. Également au même moment, Jean-Luc Godard lui propose de travailler comme scénariste de son film Les Carabiniers.
À la suite de cette première collaboration fructueuse avec Truffaut, Gruault intègre l'équipe de scénaristes réguliers du cinéaste (Bernard Revon, Claude de Givray, Jean-Louis Richard, etc). Gruault se spécialise dans les adaptations et les films historiques tels que Jules et Jim, l'Enfant sauvage, l'Histoire d'Adèle H.. Il adopte avec Truffaut une méthode de travail à distance : Gruault achève seul un premier jet que Truffaut lit et annote avec des idées que Gruault intègre dans la version suivante, etc. Gruault et Truffaut conserveront cette méthode jusque dans les années 80 quand ils décident de travailler côte à côte pour le projet La Belle Époque. En raison de la mort de François Truffaut, ce projet restera longtemps inachevé. Jean Gruault a également travaillé sur une version de Fahrenheit 451 mais son travail n'a pas été conservé par François Truffaut.
À partir de 1975, Jean Gruault écrit successivement trois scénarios pour Alain Resnais : Mon oncle d'Amérique, La vie est un roman et L'Amour à mort. Si Resnais ne coécrit pas directement le scénario avec Gruault, les deux hommes se voient plusieurs fois par semaine pour échanger des références et idées autour du projet en cours.[réf. nécessaire] Jean Gruault enregistre lui-même les dialogues sur cassettes, interprétant tous les rôles, de manière à aider Alain Resnais à concevoir son découpage.
En 1987, Jean Le Poulain, alors directeur de la Comédie-Française, y crée la pièce que Jean Gruault a écrite dans les années cinquante, Crucifixion dans un boudoir turc, dans une mise en scène de Guy Michel, jouée par Jacques Sereys et Paule Noëlle.
En 1993, Jean Gruault fait don de ses archives personnelles au fonds cinéma de la bibliothèque André Malraux, désormais devenu la Bibliothèque de cinéma François-Truffaut.
En 2007, Jean Gruault devint producteur avec la société Les Films de la Villa, qu'il a fondée. Il a coproduit la série de cinq films Mafrouza de la réalisatrice et monteuse Emmanuelle Demoris, qui a été présentée au Festival de Locarno 2010.
Marié en 1953 à Ginette Geslot (1931-2005), il est le père de deux enfants, Philippe Gruault, documentaliste - iconographe, et Isabelle Gruault, comédienne qui a joué pour René Allio, René Féret, Édouard Niermans et Jean-Claude Guiguet. 
Jean Gruault meurt le 8 juin 2015 d'un arrêt cardiaque à l'âge de 90 ans à l'hôpital Tenon. Il ne s'est pas déplacé pour raisons de santé au Festival de Cannes 2015 le mois précédent pour Marguerite et Julien. Il est ensuite incinéré au cimetière du Père-Lachaise.

## Filmographie
Indique les films et les feuilletons télévisés scénarisés par Jean Gruault.
- 1958 : Paris nous appartient de Jacques Rivette
- 1961 : Vanina Vanini de Roberto Rossellini
- 1962 : Jules et Jim de François Truffaut
- 1963 : Les Carabiniers de Jean-Luc Godard
- 1965 : La Redevance du fantôme de Robert Enrico d'après Henry James
- 1965 : L'Or de Troie de Guy Casaril (téléfilm)
- 1967 : Suzanne Simonin, la Religieuse de Diderot de  Jacques Rivette d'après Denis Diderot
- 1969 : L'Enfant sauvage de François Truffaut
- 1971 : Les Deux Anglaises et le Continent de François Truffaut
- 1975 : L'Histoire d'Adèle H. de François Truffaut
- 1978 : La Chambre verte de François Truffaut
- 1979 : Les Sœurs Brontë d'André Téchiné
- 1981 : La Chartreuse de Parme de Mauro Bolognini
- 1980 : Mon oncle d'Amérique d'Alain Resnais
- 1983 : Les Années 80 de Chantal Akerman
- 1983 : La vie est un roman d'Alain Resnais
- 1984 : L'Amour à mort d'Alain Resnais
- 1985 : Mystère Alexina de René Féret
- 1986 : Golden Eighties de Chantal Akerman
- 1989 : Australia de Jean-Jacques Andrien
- 1992 : Je pense à vous des frères Dardenne[8]
- 1995 : Belle Époque de Gavin Millar
- 2015 : Marguerite et Julien de Valérie Donzelli

### Scénarios non-produits
Au-delà de cette filmographie, Gruault écrivit de nombreux scénarios qui ne furent pas produits et qui sont maintenant dans ses archives. 
- Pour François Truffaut : Le Petit Ami, Histoires extraordinaires, D'Alembert (aussi consacré à Julie de Lespinasse), Julien et Marguerite (finalement adapté en 2015), Rousseau persécuté, 00-14 qui fut renommé Belle Époque (finalement adapté en 1995)[10]
- Pour Jean-Luc Godard : Lamiel[6]
- Pour Jean Kerchbron : Martin Numa
- Pour Alain Cavalier : Marthe Hanau
- Pour Jacques Rivette : Rousseau, L'an II (fin de la chouannerie)[11], Lucile
- Pour Roberto Rossellini : Polichinelle (sur Masaniello et la révolte napolitaine[12]), Tibère et Caligula, Les lumières, Arabes
- Pour Robert Lachenay : La guerre des paysans, Michael Kohlhaas (également pour Truffaut[10])
- Pour Roche : Les aventures du Capitaine Corcoran
- Les aventures de Jack London, coécrit avec Claude Villers

## Théâtre

### Comme acteur
- 1951 : L'Exception et la Règle de Bertolt Brecht, mise en scène Jean-Marie Serreau, Théâtre des Célestins (Lyon)
- 1956 : Cyrano de Bergerac d'Edmond Rostand, mise en scène Raymond Rouleau, Théâtre Sarah-Bernhardt
- 1957 : La Mouche bleue de Marcel Aymé, mise en scène Claude Sainval, Comédie des Champs-Élysées
- 1958 : La Mouche bleue de Marcel Aymé, mise en scène Claude Sainval, Théâtre des Célestins
- 1958 : Charlie, 22 ans, trompette de Dominique Vincent, mise en scène de François Maistre, Théâtre de l'Alliance française (Paris)
- 1959 : Les Trois Chapeaux claque de Miguel Mihura, mise en scène Olivier Hussenot, Théâtre de l'Alliance française
- 1959 : Le Carthaginois d'après Plaute, mise en scène Daniel Sorano, Théâtre du Vieux-Colombier
- 1960 : La Logeuse de Jacques Audiberti, mise en scène Pierre Valde, Théâtre de l'Œuvre

### Comme auteur
- 1987 : Crucifixion dans un boudoir turc, mise en scène Guy Michel, Petit Odéon
- 1995 : C'était pendant l'horreur, mise en scène Philippe Calmon, Théâtre de l'Épouvantail

## Librettiste d'opéra
- 1989 : La noche triste, musique de Jean Prodromidès, Théâtre des Champs-Élysées

## Publications
- Ce que dit l'autre, Julliard, 1992 (autobiographie)
- Belle Époque, François Truffaut, Gallimard, 1996
- Le Sang de Naples, Phébus, 2001 (roman)
- Cul par-dessus tête, Phébus, 2003 (roman)
- Histoire de Julien et Marguerite, scénario pour un film de François Truffaut, Éditions Capricci, 2011

### Film
- Jean Gruault, le scénario d'une vie, documentaire de Laurent Sylvestre, 52 minutes, 2012.